# 福尔戈索德拉里韦拉
福尔戈索德拉里韦拉，是西班牙卡斯蒂利亚-莱昂莱昂省的一个市镇。 总面积69平方公里，总人口1280人（001年），人口密度19人/平方公里。